# John Perrin
John Gordon Perrin (Creston, 17 agosto 1989) è un pallavolista canadese, schiacciatore dell'Olympiakos.

## Biografia
È il fratello maggiore della pallavolista Alicia Perrin.

## Carriera

### Club
John Perrin muove i primi passi nel mondo della pallavolo durante la Secondary School fra le file dell'East Kootenay, prima del passaggio alla Thompson Rivers, dove rimane dal 2008 al 2011.
A partire dalla stagione 2011-12 approda in Europa, ingaggiato dai turchi dell'Arkas: in quattro anni conquista per due volte lo scudetto. Nell'annata 2015-16 passa al Piacenza nella Serie A1 italiana, mentre in quella successiva gioca in Polska Liga Siatkówki coi polacchi dell'Asseco Resovia.
Nel campionato 2017-18 si trasferisce nella Chinese Volleyball Super League, difendendo i colori del Beijing, mentre in quello seguente è ingaggiato dai russi del Belogor'e, con cui si aggiudica la Challenge Cup; approda quindi nella Superliga Série A brasiliana, dove viene contrattato dal Sada per l'annata 2019-20: col club di Belo Horizonte si aggiudica il Campionato Mineiro, la Coppa del Brasile e il campionato sudamericano per club.
Fa ritorno nella massima divisione russa nella stagione 2020-21, ingaggiato dall'Ural, e in quella successiva, in cui indossa la casacca della Lokomotiv Novosibirsk, conquistando la Coppa della Siberia e dell'Estremo Oriente; al termine degli impegni con la formazione siberiana, prende parte all'Asian Men's Club Volleyball Championship 2022 con lo Shahdab Yazd. Nel campionato 2022-23 è nuovamente di scena nella Superlega italiana, stavolta difendendo i colori del Verona, che lascia nel febbraio 2023, andando a concludere l'annata nuovamente con la Lokomotiv Novosibirsk.
Ritorna nella massima divisione turca nella stagione 2023-24, indossando la casacca dell'Halkbank e vincendo la coppa nazionale e lo scudetto, mentre nella stagione seguente gioca nella Volley League greca con l'Olympiakos, trionfando in Coppa di Lega e nella Supercoppa greca.

### Nazionale
Dopo aver fatto parte della nazionale Under-21 vincitrice della medaglia d'argento al campionato nordamericano 2008, premiato inoltre come miglior muro del torneo, dal 2010 riceve le prime convocazioni nella nazionale maggiore, partecipando un anno dopo alla Coppa panamericana e al campionato nordamericano: in entrambi i casi conquista la medaglia di bronzo.
Con la nazionale continua a collezionare medaglie in ambito continentale: ottiene l'argento al campionato nordamericano 2013, l'oro alla NORCECA Champions Cup 2015 e al 2015, torneo nel quale viene premiato come miglior schiacciatore, e due bronzi nel 2017 e 2019, oltre ai quali vince ancora una medaglia di bronzo alla World League 2017.

## Palmarès

### Club
- Campionato turco: 3

2012-13, 2014-15, 2023-24
- Coppa del Brasile: 1

2020
- Coppa di Turchia: 1

2023-24
- Supercoppa greca: 1

2024
- Campionato Mineiro: 1

2019
- Coppa della Siberia e dell'Estremo Oriente maschile: 1

2022
- Coppa di Lega: 1

2024-25
- Campionato sudamericano per club: 1

2020
- Challenge Cup: 1

2018-19

### Nazionale (competizioni minori)
- Campionato nordamericano Under-21 2008
- Coppa panamericana 2011
- NORCECA Champions Cup 2015
- Giochi panamericani 2015

### Premi individuali
- 2008 - Campionato nordamericano Under-21: Miglior muro
- 2015 - Campionato nordamericano: Miglior schiacciatore
- 2016 - Qualificazioni ai Giochi della XXXI Olimpiade: Miglior schiacciatore
- 2020 - Qualificazioni nordamericane ai Giochi della XXXII Olimpiade: Miglior schiacciatore